# Област Сорачи
Област Сорачи (јап. 空知郡) Sorachi-gun се налази у субпрефектурама Сорачи и Камикава, Хокаидо, Јапан. 
2004. године, у области Сорачи живело је 53.011 становника и густину насељености од 35,41 становника по км². Укупна површина је 1.497,21 км².

## Вароши и села

### Субпрефектура Камикава
- Камифурано
- Минамифурано
- Накафурано

### Субпрефектура Сорачи
- Камисунагава
- Наје
- Нанпоро

## Историја
- 1869 - Са успостављањем провинција у Јапану и области у Хокаиду, област Сорачи је формирана у провинцији Ишикари.
- 1897 - формиране субпрефектуре, област Сорачи ставља се под субпрефектуру Сорачи
- 1899 - село Фурано (сада град Фурано), а градови Накафурано, Минамифурано и Камифурано су пребачени у субпрефектуру Камикава
- 27. марта 2006. године варош Курисава и село Кита, оба из субпрефектуре Сорачи, стопили су се у град Ивамизава.